# Новодвурский повет (Мазовецкое воеводство)
Новодвурский повет (пол. Powiat nowodworski) — повет (район) в Польше, входит как административная единица в Мазовецкое воеводство. Центр повета — город Новы-Двур-Мазовецки. Занимает площадь 691,65 км². Население — 75 742 человека (на 2013 год).

## Административное деление
- города: Новы-Двур-Мазовецки, Насельск, Закрочим
- городские гмины: Новы-Двур-Мазовецки
- городско-сельские гмины: Гмина Насельск, Гмина Закрочим
- сельские гмины: Гмина Чоснув, Гмина Леонцин, Гмина Помехувек

## Демография
Население повета дано на 2013 год.
| Перепись            | Всего  | Мужчины | Женщины |
| ------------------- | ------ | ------- | ------- |
| Всего               | 78 500 | 38 377  | 40 123  |
| Городское население | 39 178 | 18 971  | 20 207  |
| Сельское население  | 39 322 | 19 406  | 19 916  |